# Chori Chori
Chori Chori (Hindi : चोरी चोरी, Ourdou : چوري چوري) est un film indien de Bollywood réalisé par Milan Luthria en 2003. C’est une comédie avec Ajay Devgan, Rani Mukerji et Sonali Bendre. Ce film est complètement différent de celui portant le même titre, réalisé par Anant Thakur et datant de 1956. 
Le film a été marqué par le décès du producteur Raju Narula pendant le tournage. Il a fallu attendre un an avant que le film ne sorte en août 2003. Chori Chori est le premier film de Sonali Bendre après son mariage avec le réalisateur Goldie Behl, connu pour Bas Itna Sa Khwaab Hai. Chori Chori est le second film de Milan Luthria après son succès Kachche Dhaage de 1999. Le personnage de Khushi est le premier rôle comique de Rani Mukerji. Il était initialement prévu qu’Ajay Devgan et Kareena Kapoor soient partenaires pour la première fois dans ce film, mais Kareena Kapoor ne put honorer ce contrat en raison d’un problème de planning et fut remplacée par Rani Mukerji, qui est la cousine de Kajol, épouse d’Ajay Devgan.

## Synopsis
Khushi (Rani Mukerji) est une jeune femme rêveuse qui partage tous ses secrets avec son singe en peluche. Elle est également sans scrupule car elle ment à son patron pour ne pas aller travailler. Un jour, son patron découvre le subterfuge et Khushi perd aussitôt travail et logement. Elle fait ses valises et erre dans les rues avec Chacha (Sadashiv Amrapurkar) et Chachi (Shashikala), deux êtres démunis. Khushi rencontre alors Ranbir Malhotra (Ajay Devgan) qui est architecte. Celui-ci noie sa peine dans l’alcool et confie à Khushi que sa bien-aimée Pooja (Sonali Bendre) a refusé de vivre dans la maison qu’il avait bâtie pour abriter leur amour sur les hauteurs de Shimla. Cette nouvelle tombe à point pour Khushi qui n’a plus de toit ; elle décide donc de partir à la recherche de la maison inhabitée et d’y établir refuge ! Pour tout indice, elle a une serviette en papier sur laquelle Ranbir a dessiné la maison en question. Arrivée à destination, c’est toute la vie de Ranbir qu’elle découvre petit à petit : elle trouve d’abord la demeure puis rencontre Pooja et enfin se lie d’amitié avec la famille de Ranbir à laquelle elle fait croire qu’elle est la fiancée du jeune architecte…

## Fiche technique
- Titre : Chori Chori
- Réalisateur : Milan Luthria
- Scénariste : Milan Luthria
- Producteur : Lalit Kapoor et Raju Narula
- Musique : Sajid-Wajid
- Sortie : 1er août 2003
- Sortie : 135 minutes
- Pays : Inde
- Langue : Hindi

## Distribution
- Ajay Devgan : Ranbir Malhotra
- Sonali Bendre : Pooja
- Rani Mukerji : Khushi
- Kamini Kaushal : Beeji
- Tiku Talsania : Chachaji
- Smita Jaykar : Mme. Malhotra
- Sadashiv Amrapurkar : Chacha
- Shashikala : Chachi

## Musique
La bande originale du film comporte 8 chansons. La musique a été composée par Sajid-Wajid et les paroles ont été écrites par Anand Bakshi.
| Titre          | Interprète(s)              |
| -------------- | -------------------------- |
| Aate Aate      | Babul Supriyo, Alka Yagnik |
| Amma Meri      | Afroz Bano, Fareeda Khan   |
| Chori Chori    | Alka Yagnik                |
| Kehna Hai      | Kumar Sanu, Alka Yagnik    |
| Main Ek Ladki  | Sunidhi Chauhan            |
| Mehndi Mehndi  | Alka Yagnik                |
| Ruthe Yaar Nu  | Adnan Sami                 |
| Tu Mere Saamne | Udit Narayan, Alka Yagnik  |